# ژو یینگ‌ون
ژو یینگ‌ون (به انگلیسی: Zhu Yingwen) (زادهٔ ۹ سپتامبر ۱۹۸۱) شناگر اهل چین است.